# Batik Air Malaysia
Batik Air Malaysia, anteriormente llamada Malindo Air, es una aerolínea con sede en Petaling Jaya, Malasia. Es una empresa conjunta entre National Aerospace and Defence Industries (NADI) de Malasia (51%) y Lion Air de Indonesia (49%). El nombre Malindo se derivaba de los nombres de los respectivos países: Malasia e Indonesia. La aerolínea tenía previsto iniciar operaciones el 1 de mayo de 2013; sin embargo, adelantó la fecha de lanzamiento para mediados de marzo de 2013, con destinos nacionales. Su base principal es el Aeropuerto Internacional de Kuala Lumpur. En 2022 cambio su nombre a Batik Air Malaysia.

## Antecedentes
La entrada de AirAsia de Malasia a Indonesia animó a Lion Air a entrar en el mercado malasio con una aerolínea filial. La filial de AirAsia, Indonesia AirAsia, en colaboración con su empresa matriz, intentó comprar la aerolínea indonesia Batavia Air para hacerse un hueco en Indonesia, pero el acuerdo no se llevó a cabo debido a complicaciones regulatorias y Batavia Air terminó yendo a la quiebra. El intento de acuerdo dio lugar a una guerra territorial entre Lion Air, aerolínea de bajo costo más grande de Indonesia, y AirAsia, la aerolínea de bajo coste más grande de Asia.

## Destinos
A partir de enero de 2015, Malindo vuela a:

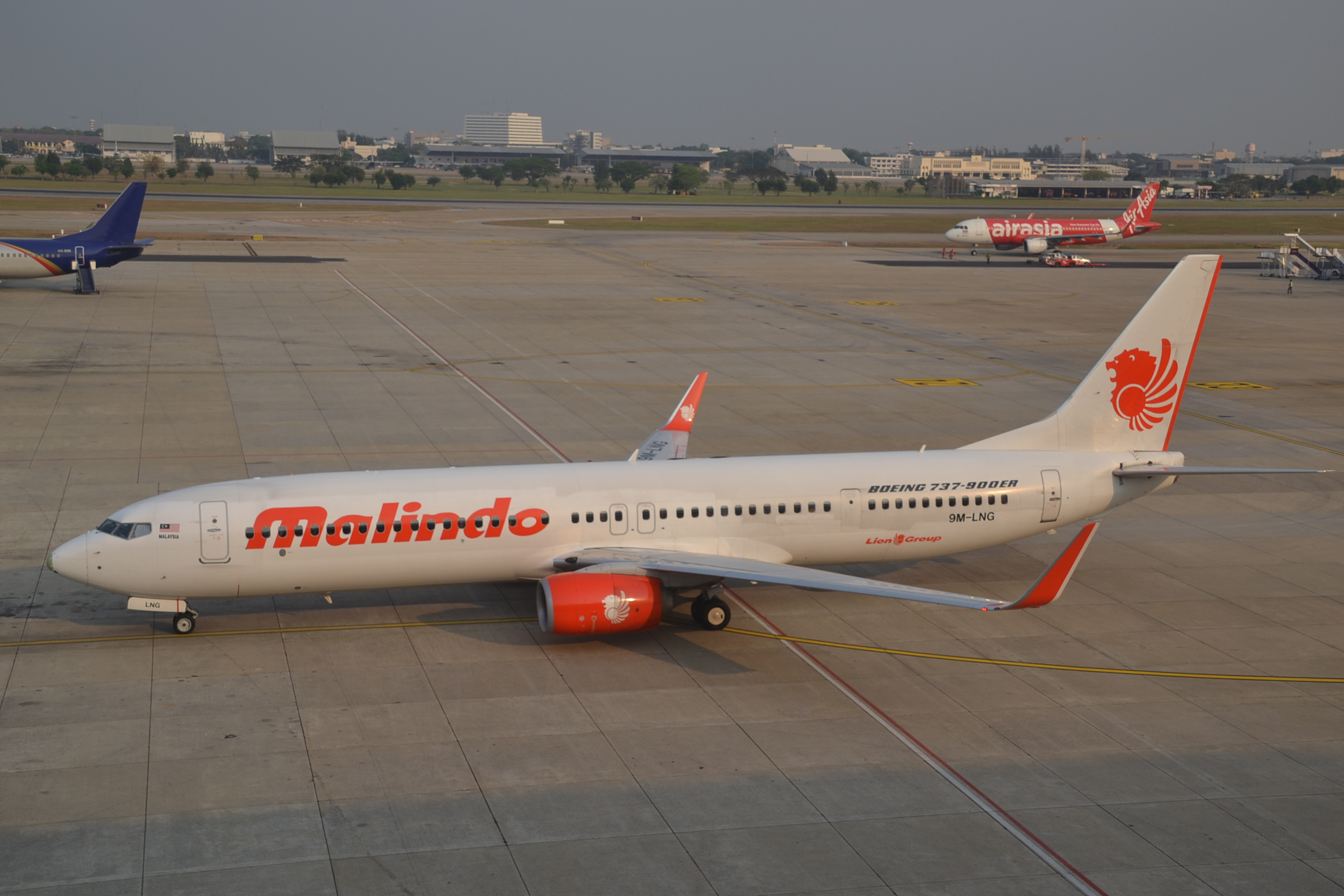
Un 737-900ER de Malindo Air en el Aeropuerto Internacional Don Mueang

| Malasia   | Kuala Lumpur     | Aeropuerto Internacional de Kuala Lumpur     | hub |
| Malasia   | Kuala Lumpur     | Aeropuerto Sultan Abdul Aziz Shah            | hub |
| Malasia   | Alor Setar       | Aeropuerto Sultan Abdul Halim                |     |
| Malasia   | Ipoh             | Aeropuerto Sultan Azlan Shah                 |     |
| Malasia   | Johor Bahru      | Aeropuerto Internacional de Senai            |     |
| Malasia   | Kerteh           | Aeropuerto de Kerteh                         |     |
| Malasia   | Kota Bharu       | Aeropuerto Sultan Ismail Petra               |     |
| Malasia   | Kota Kinabalu    | Aeropuerto Internacional de Kota Kinabalu    |     |
| Malasia   | Kuala Terengganu | Aeropuerto Sultan Mahmud                     |     |
| Malasia   | Kuantan          | Aeropuerto Sultan Haji Ahmad Shah            |     |
| Malasia   | Kuching          | Aeropuerto Internacional de Kuching          |     |
| Malasia   | Langkawi         | Aeropuerto Internacional de Langkawi         |     |
| Malasia   | Malaca           | Aeropuerto Internacional de Malaca           |     |
| Malasia   | Penang           | Aeropuerto Internacional de Penang           |     |
| Bangladés | Chittagong       | Aeropuerto Internacional Shah Amanat         |     |
| Bangladés | Daca             | Aeropuerto Internacional Shahjalal           |     |
| India     | Delhi            | Aeropuerto Internacional Indira Gandhi       |     |
| India     | Cochín           | Aeropuerto Internacional de Cochin           |     |
| India     | Mumbai           | Aeropuerto Internacional Chhatrapati Shivaji |     |
| India     | Tiruchirappalli  | Aeropuerto Internacional de Tiruchirapalli   |     |
| India     | Trivandrum       | Aeropuerto Internacional de Trivandrum       |     |
| India     | Visakhapatnam    | Aeropuerto Internacional de Visakhapatnam    |     |
| Indonesia | Bandung          | Aeropuerto Internacional Husein Sastranegara |     |
| Indonesia | Batam            | Aeropuerto Internacional Hang Nadim          |     |
| Indonesia | Denpasar         | Aeropuerto Internacional Ngurah Rai          |     |
| Indonesia | Yakarta          | Aeropuerto Internacional Soekarno-Hatta      |     |
| Indonesia | Medan            | Aeropuerto Internacional Kuala Namu          |     |
| Indonesia | Pekanbaru        | Aeropuerto Sultan Syarif Kasim II            |     |
| Nepal     | Katmandú         | Aeropuerto Internacional de Katmandú         |     |
| Tailandia | Bangkok          | Aeropuerto Internacional Don Mueang          |     |
| Tailandia | Krabi            | Aeropuerto Krabi                             |     |
| Singapur  | Singapur         | Aeropuerto Internacional de Singapur         |     |

## Flota

### Flota Actual
Hasta mayo de 2023, la flota Batik Air Malaysia consta de los siguientes aviones con una edad media de 6.7 años: